# Audrey Callaghan
Pour les articles homonymes, voir Callaghan.
Audrey Callaghan, née Elizabeth Moulton le 28 juillet 1915 à Maidstone dans le Kent et décédée le 15 mars 2005, fut l'épouse, durant 66 ans, du Premier ministre britannique, de 1976 à 1979, James Callaghan.